# Бока Хуніорс

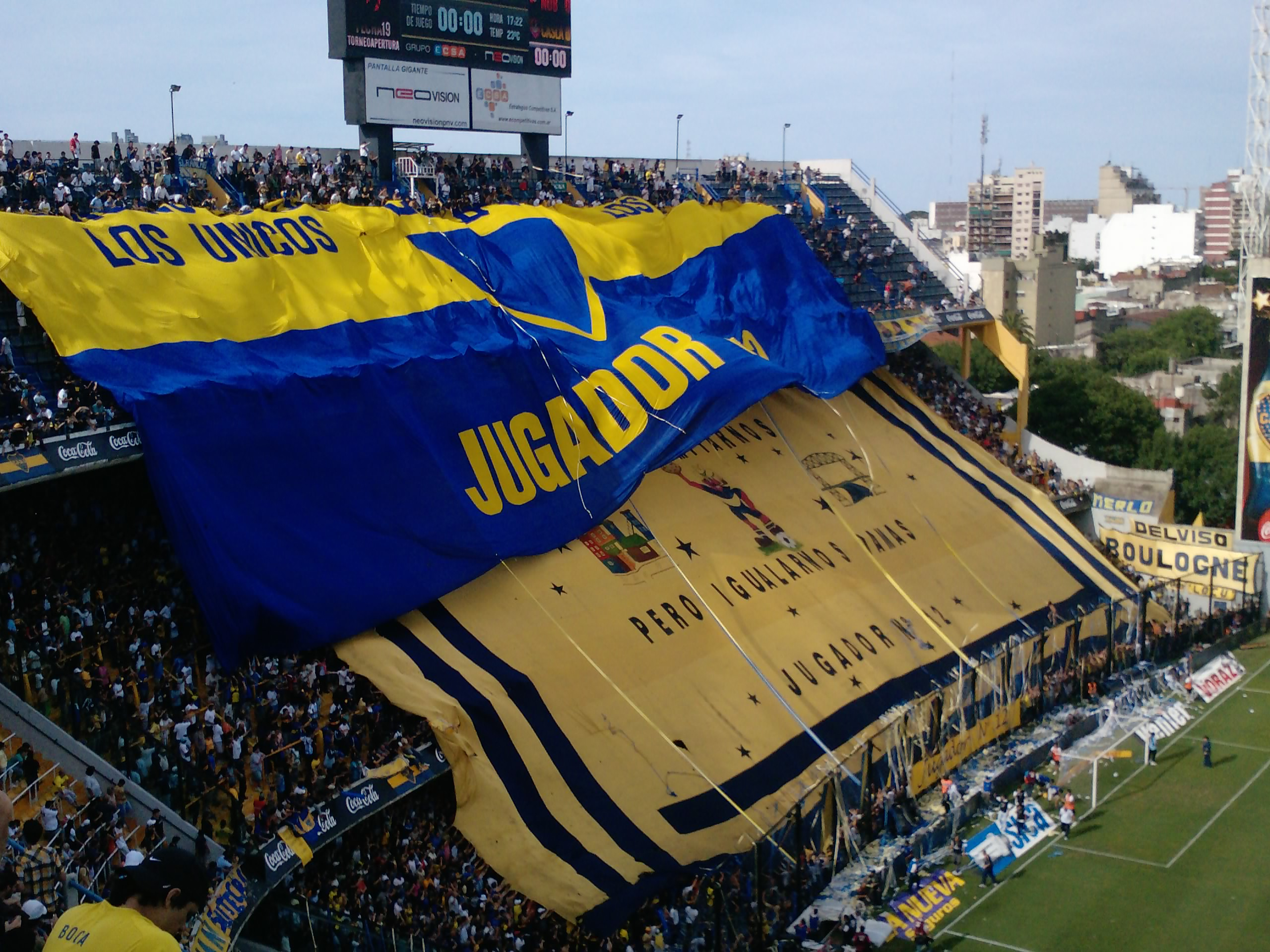

«Бо́ка Ху́ніорс» (ісп. Boca Juniors), або просто «Бока» — аргентинський спортивний клуб, що базується в Ла Боці, одному з районів Буенос-Айреса. До клубу належать команди з різних видів спорту, найвідомішою з яких є футбольна, що виступає в Прімера дивізіоні. Барви клубу — жовто-сині.
Найзапеклішим суперником «Боки» є «Рівер Плейт» (барви — червоно-білі), інший клуб із Буенос-Айреса. Протистояння між цими командами називають «Суперкласико» (ісп. Superclásico), воно є одним із найбільш відомих та принципових в Аргентині та світі, адже ці команди є найпопулярнішими в Аргентині. Домашній стадіон «Боки» імені Альберто Армандо відомий як «Ла Бомбонера». Молодіжна академія клубу виховала багатьох гравців, що заграли на міжнародному рівні, наприклад Ніколаса Бурдіссо, Карлоса Тевеса, Евера Банеґу, Фернандо Ґаґо. Одним із найвідоміших гравців «Боки» є Дієґо Марадона.
«Бока Хуніорс» є одним із найуспішніших клубів Аргентини та світу, маючи в активі 48 офіційних титулів (30 на національному рівні та 18 на міжнародному). Останній офіційний титул клуб здобув 2011 року — це був Кубок Аргентини. На міжнародній арені команда здобула 18 титулів, що є світовим рекордом, який «Бока» розділяє з італійським «Міланом» (втім слід зважати на те, що «Бока» здобула два міжнародні титули впродовж аматорської ери: Кубок Тьє 1919 року та Кубок Слави Кусеньєр 1920 року — ці турніри розігрувалися ще до утворення КОМНЕБОЛу).
Серед міжнародних трофеїв «Боки» є 6 Кубків Лібертадорес, 4 Рекопа Південної Америки, 3 Міжконтинентальні кубки, 2 Південноамериканські кубки, 1 Золотий кубок, 1 Суперкубок Південної Америки, 1 Кубок володарів Кубка Лібертадорес, 1 Кубок Тьє та 1 Кубок Слави Кусеньєр. Зазвичай клуб входить до першої 25-тки рейтингу IFFHS, який клуб очолював шість разів. Крім того IFFHS визнала «Боку» найкращим футбольним клубом Південної Америки у 1-й декаді 21. століття (2001–2010). Наразі клуб посідає 6-е місце у світі.
Крім футболу «Бока Хуніорс» має команди ще й у баскетболі, футзалі, бойових мистецтвах, реслінґу, волейболі, гімнастиці, плаванні та важкій атлетиці.

## Історія

### Заснування

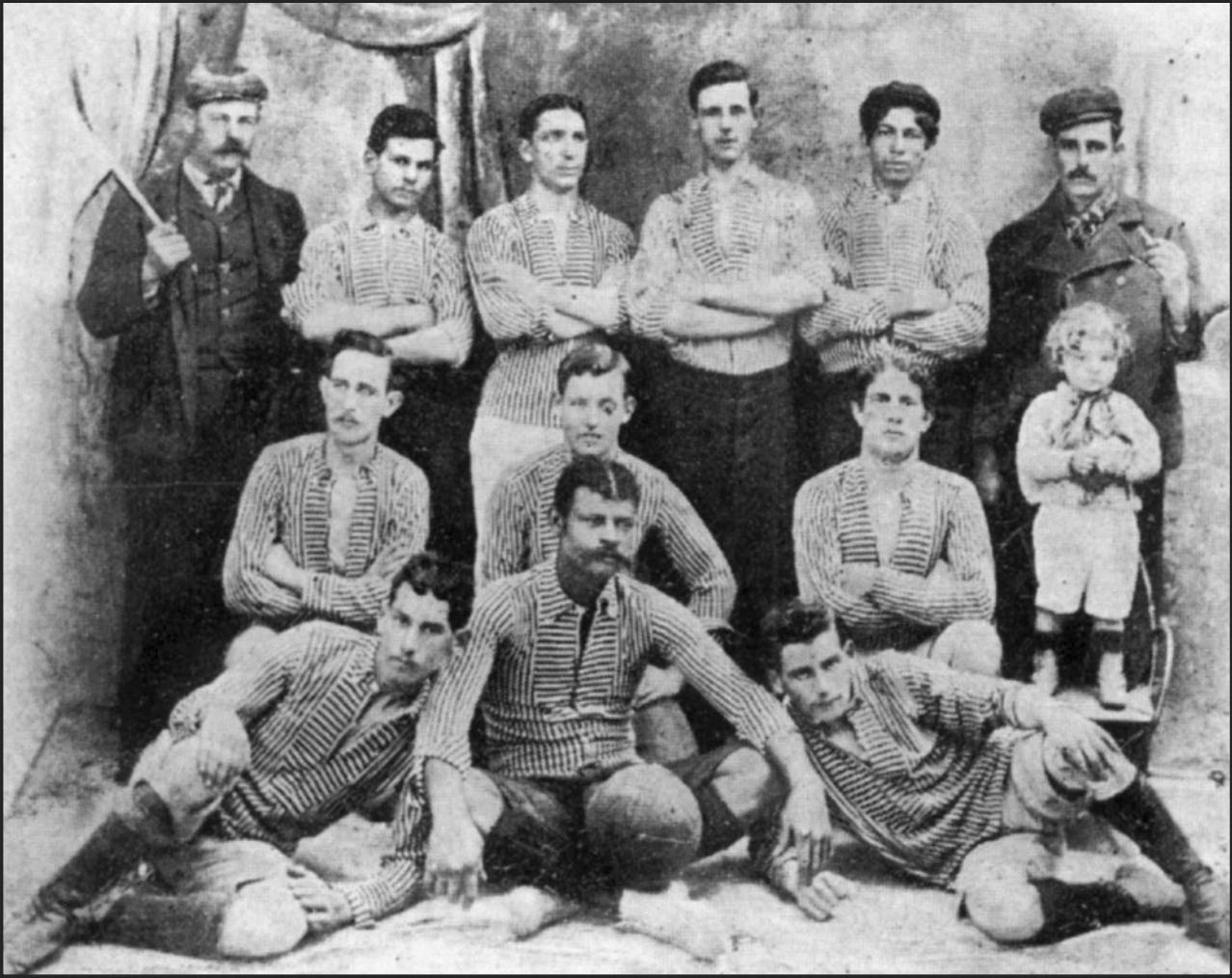
Перший знімок «Бока Хуніорс», зроблений 1906 року після перемоги в Кубку Реформістів.

3 квітня 1905 року п'ятеро італійців зустрілися, аби заснувати клуб. Зустріч відбулася в будинку Естебана Бальєтто, а інших чотирьох звали Альфредо Скарпатті, Сантьяґо Сана та брати Хуан і Теодоро Фаренґи. Після кількох годин дискусії батько Бальєтто вигнав хлопців із будинку, тож вони вимушені були продовжити обговорення проєкту в Пласа-Соліс (ісп. Plaza Solís), яку тепер вважають місцем заснування «Бока Хуніорс».
Іншими важливими учасниками заснування були Артуро Пенні, Марселіно Верґара, Луїс Сересо, Адольфо Теджо, Джованеллі, Донато Аббатанджело, Бертоліні. Тоді використання англійської мови у назвах клубів були звичною справою, оскільки футбол в Аргентину принесли британські залізничники.

### Аматорська ера (1908–1930)
1908 року «Бока Хуніорс» було відмовлено у вступі до Аргентинської футбольної асоціації. Перший стадіон команди було споруджено в Ісла-Демарчі, гроші на його будівництво жертвували прихильники клубу, як-то Хуан Брічетто.

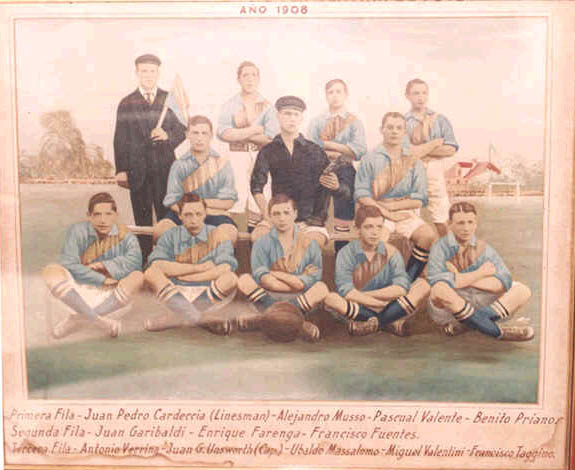
Команда 1908 року досі використовувала форму із діагональною смугою, яку було змінено 1913 року.

Дебют «Боки» у складі Асоціації відбувся у Другому дивізіоні: команда зіграла проти «Бельґрано», перемігши з рахунком 3:1. Зрештою «Бока» посіла перше місце в тому турнірі (серед восьми команд) і пройшла до наступної стадії, півфіналу, де поступилася «Расінґ» 1:0.
1908 року команда взяла участь у розіграші Кубка Буллріч, вибувши з нього після поразки 5:0 від «Атланти».
1910 року «Бока Хуніорс» зустрілася з «Расінґом» у півфіналі, проте знову програла 2:1, втративши нагоду пробитися до Першого дивізіону. Наступного року команда знову зазнала невдачі.

#### Підвищення до Першого дивізіону
1913 року команда потрапила до Першого дивізіону — це сталося завдяки його розширенню з 6 до 15 учасників. Іншими командами, що увійшли до нової ліги, були «Ферро Карріл Есте», «Платенсе», «Бенфілд», «Олівос», «Комерсіо», «Ферро Каріл Суд» та «Р'ячуело».

#### Перший титул

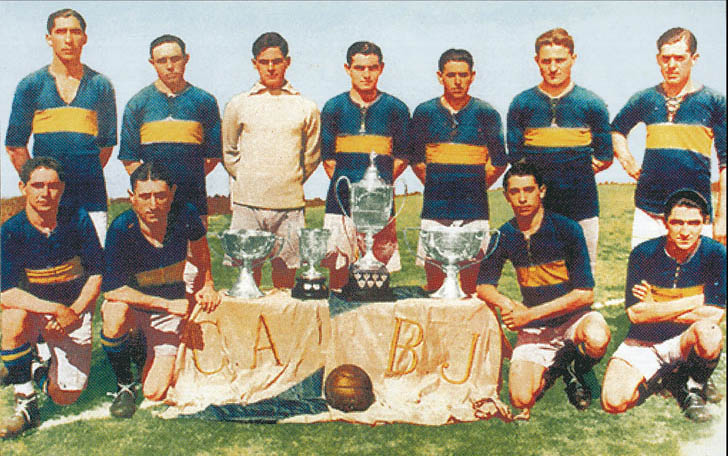
Команда 1919 року з усіма трофеями, виграними того року.

20 січня 1920 року «Бока Хуніорс» здобув своє перше чемпіонство (сезону 1919 року), перемігши «Спортіво де Альмаґро» 4:0. Матч відбувся на домашньому стадіоні «Боки». Наступного, 1921 року команда взяла ще один титул (сезону 1920 року) після перемоги над «Бенфілдом». Наступне золото чемпіонату вдалося виграти в сезоні 1923 року: тоді знадобилося 4 матчі, аби визначити, хто сильніший — «Бока» чи «Уракан». Вирішальна гра відбулася 27 квітня 1924 року.
В сезоні 1924 року «Бока» добилася чемпіонства не зазнавши жодної поразки (18 перемог і одна нічия). Команда забила 67 голів (тобто в середньому 3,52 за гру), пропустивши 8.

#### Почесний чемпіон

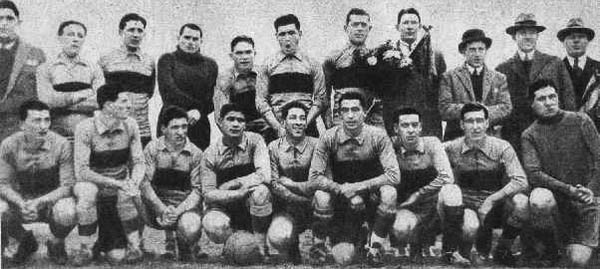
«Бока» 1925 року після повернення з Європи.

1925 року «Бока Хуніорс» здійснила свою першу поїздку до Європи, аби зіграти там товариські матчі (особливо в Іспанії, Німеччині та Франції). Загалом аргентинці провели 19 ігор, вигравши 15 із них. Зокрема «Бока» обіграла «Реал Мадрид», «Сельту де Віґо» та «Депортиво» з Ла-Коруньї. 28 червня 1926 року «Бока Хуніорс» було оголошено «Почесним чемпіоном» (ісп. Campeón de Honor) сезону 1925 року і кожного учасника команди було нагороджено пам'ятною медаллю.

#### Останні аматорські титули
1926 року «Бока Хуніорс» знову виграли чемпіонат без жодної поразки, зігравши 17 матчів. Після цього «Боці» довелося зіграти плей-оф за єдиний титул проти «Індепендьєнте», оскільки того року було вирішено об'єднати дві ліги (Аргентинську футбольну асоціацію та Аматорську футбольну асоціацію). Проте цю гру 20 лютого 1927 року було перенесено через глядачів, що вибігли на поле. Матч 3 березня завершився внічию 0:0, і більше його не перегравали.
Останній аматорський титул було здобуто в сезоні 1930 року (а саме 22 березня 1931), коли «Бока» обіграла «Атланту» 4:1. Протягом аматорської ери «Бока» виграла шість чемпіонатів (1919, 1920, 1923, 1924, 1926 та 1930).

### Професійна ера

#### Початок

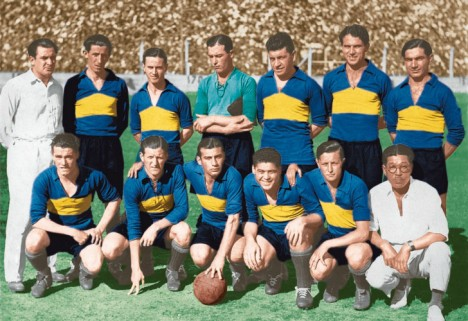
«Бока Хуніорс» 1931 року, перші професійні чемпіони.

Як тільки в Аргентині було засновано професійну футбольну лігу, «Бока Хуніорс» виграв перший чемпіонат у новому форматі. Це був сезон 1931 року, «Бока» взяла золото в останньому матчі, обігравши свого запеклого суперника «Рівер Плейт» 3:0. Загалом команда набрала 50 очок, здобувши 22 перемоги, 6 нічиїх та зазнавши 6 поразок.
1934 року «Бока» виграла свій другий професійний титул, хоча команда програла 7 матчів і пропустила 62 голи. Причиною успіху за таких умов стала чудова гра нападників команди, що забили 101 м'яч. Таким чином, «Бока Хуніорс» став першим футбольним клубом Аргентини, що забив в одному сезоні чемпіонату понад 100 голів. Наступного року цей рекорд було повторено, проте цього разу команда пропустила лише 29 м'ячів.
В 1930-х роках особливої слави зажили такі гравці клубу: Хуан Юстріч (на прізвисько «летюча риба»), Педро Аріко Суарес, Дельфін Бенітес Касерес, Домінґо Тарасконі, Роберто Черро та Франсіско Варальйо.

#### 1940-ві

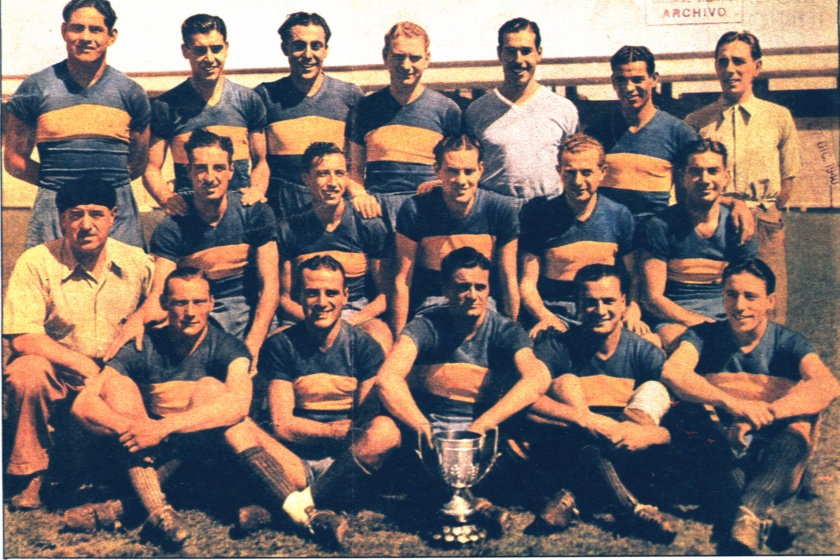
Чемпіони 1940 року.

У 1940-вих «Бока» здобула ще три титули. Перший — 1940 року, коли було відкрито новий стадіон клубу. Ключовим виявився матч проти «Індепендьєнте», який «Бока» виграла 5:2. Того сезону статистика була такою: +24=7-3.
1941 року команда вдруге в історії відстояла чемпіонський титул, вигравши 3:0 у «Рівер Плейт» на їхньому стадіоні (офіційно матч був домашнім саме для «Боки», проте стадіон клубу було тимчасово закрито через хуліганські інциденти). Статистика: +19=8-3. Той склад «Боки» вважають одним із найкращих в історії.
1944 року «Бока Хуніорс» встановили рекорд безпрограшності — 26 ігор поспіль без поразок. Цей рекорд проіснував до 1966 року, коли «Расінг» провів 39 поспіль безпрограшних матчів. Того сезону «Бока» знову здобула чемпіонство.
1949 року команда була близькою до пониження в класі, проте в останньому матчі обіграла «Ланус» і зберегла місце в еліті.

#### 1950-ті та зіркові 1960-ті

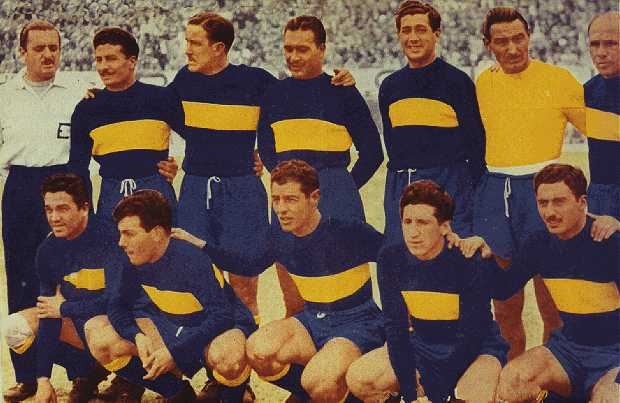
Чемпіони 1954 року.

1954 року «Бока» виграла свій перший титул після 9-ти невдалих років. У вирішальному матчі команда обіграла «Уракан» 3:1. Найкращим бомбардиром став Хосе Борельйо (19 голів). Іншим визначним гравцем був Хуліо Мусімессі, на прізвисько «воротар-співак».
1959 команда посіла лише 8-му сходинку, хоча виграла в обох суперкласико (5:1 та 3:2, програючи 2:0).
9 грудня 1962 року «Бока» здобула перемогу 1:0 в легендарному матчі проти «Рівер Плейт»; тоді воротар Антоніо Рома відбив пенальті, коли до завершення гри лишалося 6 хвилин. В наступній грі проти «Естудіантес» «Бока» виграла перший титул у 1960-х. Пізніше у тій декаді команда здобула ще чотири золота.

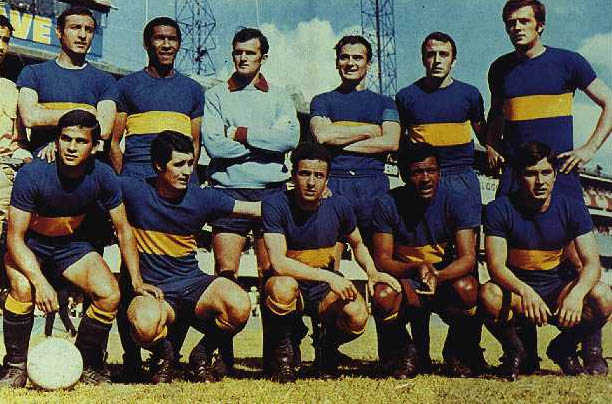
Команда, що перемогла в Національному турнірі (Torneo Nacional) 1969 року.

Наступний титул 1964 року увійшов до історії ще й тому, що в тому сезоні воротар Антоніо Рома 742 хвилини відстояв без пропущених м'ячів, а в 14 іграх пропустив лише одного разу. 1965 року «Бока» втретє у професійній історії відстояла титул. Вирішальними стали матчі проти «Рівер Плейт» (2:1) та «Атланти».
Після супекласико в рамках турніру Метрополітано 1968 року, що завершилося внічию 0:0, 27 уболівальників «Бока Хуніорс» загинули через тисняву біля виходу зі стадіону «Рівер Плейт»: двері виявилися зачиненими, коли фани покидали стадіон. Цей випадок увійшов до історії як Трагедія дверей #12 (ісп. La Tragedia de la Puerta 12).
1969 року команду очолював Альфредо ді Стефано.

#### 1970-ті: друга «Золота ера»
1970 року «Бока» виграла ще один титул, обігравши в останньому матчі «Росаріо Сентраль». 1976 року Хуан Карлос Лоренсо очолив команду, ставши згодом одним із найуспішніших тренерів в історії «Боки». Під його керівництвом команда здобула 5 титулів за 3 роки.
1977 року «Бока Хуніорс» пробилася у фінал Кубка Лібертадорес, де її суперником був бразильський «Крузейру». Після перемоги 1:0 в Буенос-Айресі та поразки з таким же рахунком у Белу-Орізонте команди мали провести третю гру в Монтевідео. «Бока» перемогла лише в серії пенальті, а вирішальним став сейв воротаря Уґо Ґатті, що відбив удар бразильця Вандерлея. Того ж року «Бока» виграла ще й Міжконтинентальний Кубок, обігравши менхенґладбазську «Боруссію» (2:2, 3:0).

Наступного року команда виграла другий Кубок Лібертадорес, обігравши у фіналі «Депортиво» (Калі) із загальним рахунком 4:0.

#### 1980-ті та 1990-ті
У 1980-х «Бока» виграла лише один титул (1981 року). На початку декади в команду перейшов Дієґо Марадона разом із Міґелем Бріндісі, Освальдо Ескудеро, Марсело Троббіані та колишнім гравцем команди Сільвіо Марцоліні на посаді тренера.
1984 року клуб був близьким до фінансового колапсу, майже ставши банкрутом. Того ж року команда зазнала найбільшої поразки у своїй історії, програвши «Барселоні» 1:9 у матчі за трофей Жуана Ґампе. Президентом клубу було обрано Антоніо Алеґре; під його керівництвом «Бока Хуніорс» вийшов із кризи: Алеґре взяв кредит розміром 800 тис. дол., заставивши свій бізнес. Крім того «Бока» продала частину своєї території за 21 млн дол. Покращення фінансових справ призвело до поліпшення гри команди, «Бока» здобула перемоги у низці турнірів — Суперкубку Південної Америки 1989 року, Рекопі Південної Америки 1990 року, Апертурі 1992 року, Кубку володарів Кубків Лібертадорес 1992 року та Золотому кубку 1992 року.

#### Ера Б'янчі
Колишній тренер «Велеса» Карлос Б'янчі очолив команду 1998 року. Він став найуспішнішим тренером команди, здобувши з «Бокою» 9 титулів та побивши таким чином рекорд Хуана Карлоса Лоренсо 1970-х років.
Першим титулом стала перемога в Апертурі 1998 року, яку команда здобула, не зазнавши жодної поразки. Мартін Палермо був найкращим бомбардиром, забивши 20 голів у 19 матчах. 1999 року «Бока» виграла Клаусуру, захистивши чемпіонство. Команда не зазнавала поразки у 40 матчах поспіль, побивши рекорд «Расінґа» 1960-х років.
2000 рік став найуспішнішим для «Бока Хуніорс». Команда виграла Кубок Лібертадорес вперше за 18 років, обігравши у фіналі в серії пенальті «Палмейрас» (після 2:2 та 0:0). Значну роль у тій перемозі відіграв воротар Оскар Кордоба. Того ж року «Бока» виграла ще й Міжконтинентальний кубок, обігравши мадридський «Реал» 2:1, а також Апертуру.
2001 року команда знову виграла Кубок Лібертадорес, здолавши у фіналі «Крус Асул» (знову в серії пенальті і знову Оскар Кордоба зіграв у перемозі ключову роль).
Б'янчі покинув клуб 2002 року через конфлікт із власником клубу Маурісіо Макрі. Відтак його замінив Оскар Табарес, втім уже через рік Б'янчі повернувся. 2003 року «Бока» втретє за чотири роки виграла Кубок Лібертадорес. Найкращим гравцем турніру було визнано Карлоса Тевеса, а найкращим бомбардиром став Марсело Дельґадо. У фіналі аргентинці перемогли «Сантос» (2:0, 3:1). Того ж року команді вдалося знову виграти Міжконтинентальний кубок у матчі проти «Мілана».
«Бока» пробилася у фінал Кубка Лібертадорес ще й 2004 року, проте цього разу програла колумбійському клубу «Онсе Кальдас». По завершенні турніру Карлос Б'янчі покинув клуб.

#### Команда Басіле
Після відставки Б'янічі його наступником на посаді тренера команди став Міґель Бріндісі, що виступав за «Боку» у 1980-х. Проте команда фінішувала 8-ю в Апертурі 2004 року, тож він також пішов у відставку. Його наступник Хорхе Чіно Бенітес, також колишній гравець клубу, виграв із командою Південноамериканський кубок 2004 року, обігравши у фіналі «Болівар».
2005 року під час матчу Кубка Лібертадорес проти «Чівас» із Ґвадалахари Бенітес плюнув у гравця команди-суперника. «Бока» програла той матч, вилетівши з турніру, а Бенітеса було звільнено. Його місце зайняв Альфіо Басіле.
На чолі з Басіле «Бока» виграла Рекопу Південної Америки 2005, обігравши «Онсе Кальдас», та Кубок Південної Америки 2005, здолавши в серії пенальті мексиканський «Пумас». Роберто Аббодансьєрі став найціннішим гравцем матчу, відбивши два удари та реалізувавши у відповідь вирішальний пенальті. Згодом команда виграла ще три турніри — Апертуру 2005, Клаусуру 2006 та Рекопу Південної Америки 2006 (здолавши у фіналі «Сан-Паулу»).
Після вильоту збірної Аргентини з ЧС 2006 року Аргентинська асоціація футболу запропонувала Альфіо Басіле очолити національну команду. Таким чином, Басіле покинув «Бока Хуніорс», вигравши з ним 5 трофеїв упродовж 2 років (2005-06).

#### Після 2006
Новим тренером було призначено Рікардо Лавольпе. Апертура 2006 року була доволі успішною для «Боки», проте команда набрала однакову кількість очок із «Естудіантес», через що титул чемпіона розігрували в додатковому матчі. Команда «Естудіантес» перемогла 2:1, а Лавольпе пішов у відставку.
Наступним тренером був Міґель Анхель Руссо. Команда виграла Кубок Лібертадорес 2007, обігравши у фіналі «Ґреміу» (3:0 і 2:0). Найкращим гравцем турніру було визнано Хуана Романа Рікельме, що повернувся в команду напередодні початку сезону. У матчі за Міжконтинентальний кубок «Бока» знову зустрілася з «Міланом», проте цього разу європейці перемогли 4:2.
Команду очолив Карлос Іск'я, з яким клуб виграв Рекопу Південної Америки 2008 (обігравши «Арсенал» із Саранді), зате провали Кубок Лібератадорес, вилетівши у півфіналі від «Флуміненсе». Наприкінці року команда виграла Апертуру 2008 (титул чемпіона розіграли у плей-оф разом із «Сан-Лоренсо» та «Тиґре»). Того ж року запеклий суперник «Боки» «Рівер Плейт» вперше в історії фінішував останнім (що втім не означає пониження в класі через особливість аргентинського чемпіонату).
Клаусуру 2009 року «Бока» провалила (14-те місце з 19), тож Іск'я пішов у відставку. До клубу повернувся Басіле, проте йому також не вдалося виправити ситуацію (11-те місце в Апертурі 2009), після чого він також пішов у відставку. 2010 рік не приніс суттєвих змін у грі команди.
В січні 2011 новим тренером було призначено Хуліо Фальсьйоні. Команда не добилася успіху в Клаусурі, хоча «Бока» виграла суперкласико (останнє перед пониженням «Рівер Плейту» до Другого дивізіону). «Бока» фінішувала сьомою, крім того завершив кар'єру найкращий бомбардир в історії клубу — Мартін Палермо.
Апертура 2011 року завершилася без поразок із черговим чемпіонством. Крім того команда встановила рекорд найменшої кількості пропущених голів, відколи чемпіонат було розділено на два 1991 року — 6 голів.
2012 року «Бока» пробилася у фінал Кубка Лібертадорес, де поступилася «Корінтіанс» (1:1, 2:0)

## Форма
Еволюція основної форми
|      |
| 1905 |

|      |
| 1905 |

|         |
| 1905–06 |

|         |
| 1907–13 |

|        |
| з 1913 |

Рідкісні та особливі моделі
|             |
| 1963 виїзна |

|                 |
| 1996–97 домашня |

|                 |
| 1998–99 домашня |

|              |
| 1998 домашня |

|                 |
| 2000-01 домашня |

|                |
| 2006–07 виїзна |

|      |
| 2010 |

## Досягнення

### Аматорські (6)
- 1919 — Campeonato
- 1920 — Campeonato
- 1923 — Campeonato
- 1924 — Campeonato
- 1926 — Campeonato
- 1930 — Campeonato

### Професійні (24)
- Чемпіонат Аргентини (29): 1931 LAF, 1934 LAF, 1935, 1940, 1943, 1944, 1954, 1962, 1964, 1965, 1969 Nacional, 1970 Nacional, 1976 Metropolitano, 1976 Nacional, 1981 Metropolitano, 1992 Apertura, 1998 Apertura, 1999 Clausura, 2000 Apertura, 2003 Apertura, 2005 Apertura, 2006 Clausura, 2008 Apertura, 2011 Apertura, 2015, 2016–17, 2017–18, 2019–20, 2022
- Кубок Аргентини (4): 1969, 2011–12, 2014–15, 2020
- Суперкубок Аргентини (2): 2018, 2022

### Міжнародні кубки (16)
- Міжконтинентальний Кубок (3) — 1977, 2000 та 2003 роки.
- Кубок Лібертадорес (6) — 1977, 1978, 2000, 2001, 2003 та 2007 роки.
- Південноамериканський кубок (2) — 2004 та 2005 роки.
- Рекопа Південної Америки (4) — 1990, 2005, 2006, 2008.
- Суперкубок Південної Америки (1) — 1989 рік.
- Суперкубок Мастерз — 1992 рік.
- Золотий Кубок Ніколаса Леоза (Copa de Oro (CONMEBOL) Nicolás Leoz) — 1993 рік.

## Найвідоміші гравці

### Аматорська ера
- Домінґо Тарасконі
- Роберто Черро

### До 1970 року
- Франсіско Варальйо (1931-39 роки). Найкращий снайпер в історії «Бока Хуніорс», забив 181 гол.
- Хосе Борельйо. Найкращий бомбардир Чемпіонату Аргентини 1954 року.

### 1970-ті та 1980-ті роки
- Уґо Куріоні. Найкращий бомбардир «Метрополітано» 1973 року.
- Панчо Са (1976–1981 роки). Володар 6 Кубків Лібертадорес, що є світовим рекордом.
- Уґо Орландо Ґатті (1976-89 роки) (воротар). Відбив рекордні для Аргентини 26 пенальті, а також став найстаршим гравцем в історії чемпіонатів Аргентини (зіграв у віці 44 років).
- Дієґо Марадона (1981-82, 1995-96 та 1997 роки).

### 1990-ті роки
- Карлос Наварро Монтойя (1988-96 роки) (воротар). Зіграв рекордні 180 матчів поспіль.
- Ґабрієль Батістута (1990-91 роки). Єдиний гравець, що робив хет-трики на двох різних Кубках Світу.
- Крістіан Ґонсалес (1995-96 роки).
- Клаудіо Каніджа (1995–1996 та 1997-98 роки).
- Хуан Себастьян Верон (1996 рік).

### 2000-ні роки
- Роберто Аббондансьєрі (1997–2006 роки) (воротар).
- Наохіро Такахара (2001–2002 роки). Перший японський гравець в Чемпіонаті Аргентини.
- Карлос Тевес (2001-04 роки).

### Активні гравці
- Ґільєрмо Баррош Шелотто (з 1997 року). Володіє клубними рекордами — 15 титулів та 21 гол у міжнародних змаганнях.
- Мартін Палермо (1997–2000 роки та з 2004 року). Забив більше 100 голів у Чемпіонаті Аргентини.
- Хуан Роман Рікельме (1996–2002 роки та з 2007 року).

## Інші види спорту
Баскетбольна команда «Бока Хуніорс» виграла Чемпіонат Аргентини з баскетболу двічі (1996-97 та 2003-04 роки), Кубок Аргентини з баскетболу 5 разів поспіль (у 2002, 2003, 2004, 2005 та 2006 роках), турнір «Топ 4» у 2004 році, а також Чемпіонат Південної Америки серед клубів у 2004, 2005 та 2006 роках. Домашньою ареною баскетбольної команди є «Луіс Конде Арена», відоміша яко «Бомбонеріта» (в перекладі з іспанської — «мала Бомбонера»).
Волейбольна команда «Бока Хуніорс» виграла «Метрополітану» Чемпіонату Аргентини у 1991, 1992 та 1996 роках, а також срібло у 1997 році. Пізніше через брак коштів команда тимчасово припиняла своє існування, однак, після участі у другому дивізіоні, повернулась до дивізіону А1 у 2005 році.
Жіноча футбольна команда виграла 8 Чемпіонатів Аргентини: у 1992, 1998, 1999, 2000 (без жодної поразки), 2001 (Apertura), 2002 (Clausura), 2003 (Apertura), та 2004 (Apertura) роках.
Футзальна команда «Бока Хуніорс» виграла 4 чемпіонати: у 1991, 1992, 1997 (Clausura) та 1998 (Apertura) роках.